# Balón de Oro Femenino
El Balón de Oro Femenino (en francés: Ballon d'Or Féminin) es un premio de fútbol presentado por France Football que honra a la mejor futbolista del año. Se otorgó por primera vez en 2018, y Ada Hegerberg de Noruega se convirtió en la destinataria inaugural del premio.

## Ganadoras
| Año  | Pos. | Jugadora               | Club (es)             | Puntos |
| ---- | ---- | ---------------------- | --------------------- | ------ |
| 2018 | 1st  | Ada Hegerberg          | Lyon                  | 136    |
| 2018 | 2nd  | Pernille Harder        | Wolfsburg             | 130    |
| 2018 | 3rd  | Dzsenifer Marozsán     | Lyon                  | 86     |
| 2019 | 1st  | Megan Rapinoe          | Reign FC              | 230    |
| 2019 | 2nd  | Lucy Bronze            | Lyon                  | 94     |
| 2019 | 3rd  | Alex Morgan            | Orlando Pride         | 68     |
| 2021 | 1st  | Alexia Putellas        | Fútbol Club Barcelona | 186    |
| 2021 | 2nd  | Jennifer Hermoso       | Fútbol Club Barcelona | 84     |
| 2021 | 3rd  | Sam Kerr               | Chelsea Football Club | 46     |
| 2022 | 1st  | Alexia Putellas        | Fútbol Club Barcelona | 178    |
| 2022 | 2nd  | Beath Mead             | Arsenal Fútbol Club   | 152    |
| 2022 | 3rd  | Sam Kerr               | Chelsea Football Club | 74     |
| 2023 | 1st  | Aitana Bonmatí         | Fútbol Club Barcelona | 266    |
| 2023 | 2nd  | Sam Kerr               | Chelsea Football Club | 87     |
| 2023 | 3rd  | Salma Paralluelo       | Fútbol Club Barcelona | 49     |
| 2024 | 1st  | Aitana Bonmatí         | Fútbol Club Barcelona | 675    |
| 2024 | 2nd  | Caroline Graham Hansen | Fútbol Club Barcelona | 392    |
| 2024 | 3rd  | Salma Paralluelo       | Fútbol Club Barcelona | 246    |

### Premios ganados por jugadora
| Jugadora               | Ganadora       | Segundo lugar | Tercer lugar    |
| ---------------------- | -------------- | ------------- | --------------- |
| Alexia Putellas        | 2 (2021, 2022) | –             | –               |
| Aitana Bonmatí         | 2 (2023, 2024) | –             | –               |
| Ada Hegerberg          | 1 (2018)       | –             | –               |
| Megan Rapinoe          | 1 (2019)       | –             | –               |
| Sam Kerr               | –              | 1 (2023)      | 2 (2021, 2022,) |
| Beth Mead              | –              | 1 (2022)      | _               |
| Pernille Harder        | –              | 1 (2018)      | –               |
| Lucy Bronze            | –              | 1 (2019)      | –               |
| Jennifer Hermoso       | –              | 1 (2021)      | –               |
| Caroline Graham Hansen | –              | 1 (2024)      | –               |
| Salma Paralluelo       | –              | –             | 2 (2023, 2024)  |
| Dzsenifer Marozsán     | –              | –             | 1 (2018)        |
| Alex Morgan            | –              | –             | 1 (2019)        |

### Premios ganados por país
| País           | Jugadoras | Premios ganados |
| -------------- | --------- | --------------- |
| España         | 2         | 4               |
| Noruega        | 1         | 1               |
| Estados Unidos | 1         | 1               |

### Premios ganados por club
| Club         | Jugadoras | Premios ganados |
| ------------ | --------- | --------------- |
| FC Barcelona | 2         | 5               |
| Lyon         | 1         | 1               |
| Reign FC     | 1         | 1               |